# Abdelaziz Belkhadem
Abdelaziz Belkhadem, arab. ‏عبد العزيز بلخادم‎ (ur. 8 listopada 1945 w Aflou) – algierski polityk, premier Algierii od 24 maja 2006 do 23 czerwca 2008. Wcześniej był m.in. przewodniczącym parlamentu (1990–1991) oraz ministrem spraw zagranicznych (2000–2005).